# Горно Кобиле
Горно Кобиле е село в Западна България. То се намира в община Трекляно, област Кюстендил.

## География
Село Горно Кобиле (диалектно произношение Кобилье) се намира в планински район, северозападно от град Кюстендил, в Кюстендилското Краище, в източните склонове на Милевска планина по поречието на Кобилска река.
Селото е образувано от 5 махали: Дойчиновци, Чавдарци, Паршанова, Матеинци и Станци.

## Население
| Година    | 1880 | 1900 | 1926 | 1934 | 1946 | 1956 | 1965 | 1975 | 1984 | 2008 |
| Население | 100  | 156  | 123  | 106  | 89   | 58   | 37   | 21   | 15   | 9    |

## История
Няма запазени писмени данни за времето на възникване на селото. Останките от антично и средновековно селище и следите от рудодобив свидетелстват, че районът е населяван от дълбока древност.
Село Горно Кобиле е старо средновековно селище, регистрирано в турски данъчни документи от 1570-1572 г. под името Горна Кобила като тимар към нахия Сирищник на Кюстендилския санджак с 20 домакинства, 14 ергени и 1 бащина. В списъка на джелепкешаните от 1576-77 г. е записано селище Горне Кобиле към кааза Ълъджа (Кюстендил) с 1 данъкоплатец. Съществуването на селището и през XVII век е засвидетелствано в турски документ от 1626-1627 г. за събиране на данъка джизие от войнуците, където фигурира с името Горне Кобила и 2 данъкоплатци.
В края на XIX век селото има 1426 декара землище, от които 639 дка гори, 141 дка ниви, 73 дка естествени ливади и се отглеждат 516 овце, 105 кози и 10 коня. Основен поминък на селяните са земеделието (основно овес, ръж, тютюн, царевица, цвекло, тикви и картофи) и животновъдството. Развиват се домашните занаяти. Част от мъжете са сезонни строителни работници.
През 1930 г. е построено училище.
През 1956 г. е учредено ТКЗС, което от 1961 г. преминава в ДЗС – Трекляно, от 1979 г. в АПК „Краище“, което от 1983 г. е в състава на ЦКС. Селото е електрифицирано (1962) и водоснабдено (1976).
През последните десетилетия се наблюдават активни миграционни процеси.

## Религии
Село Горно Кобиле принадлежи в църковно-административно отношение към Софийска епархия, архиерейско наместничество Кюстендил. Населението изповядва източното православие.

## Културни и природни забележителности
- Оброк. Намира се на 650 м. западно от гробищата, в местността „Градините“, до вековен изсъхнал орех с диаметър на дънера 1,5 м.